# マコーム (ミシシッピ州)
マコーム（英: McComb）は、アメリカ合衆国ミシシッピ州の南西部、パイク郡の都市である。人口は1万2413人（2020年）。州都ジャクソンの南130キロメートルに位置している。マコーム小都市圏の主要市である。

## 歴史

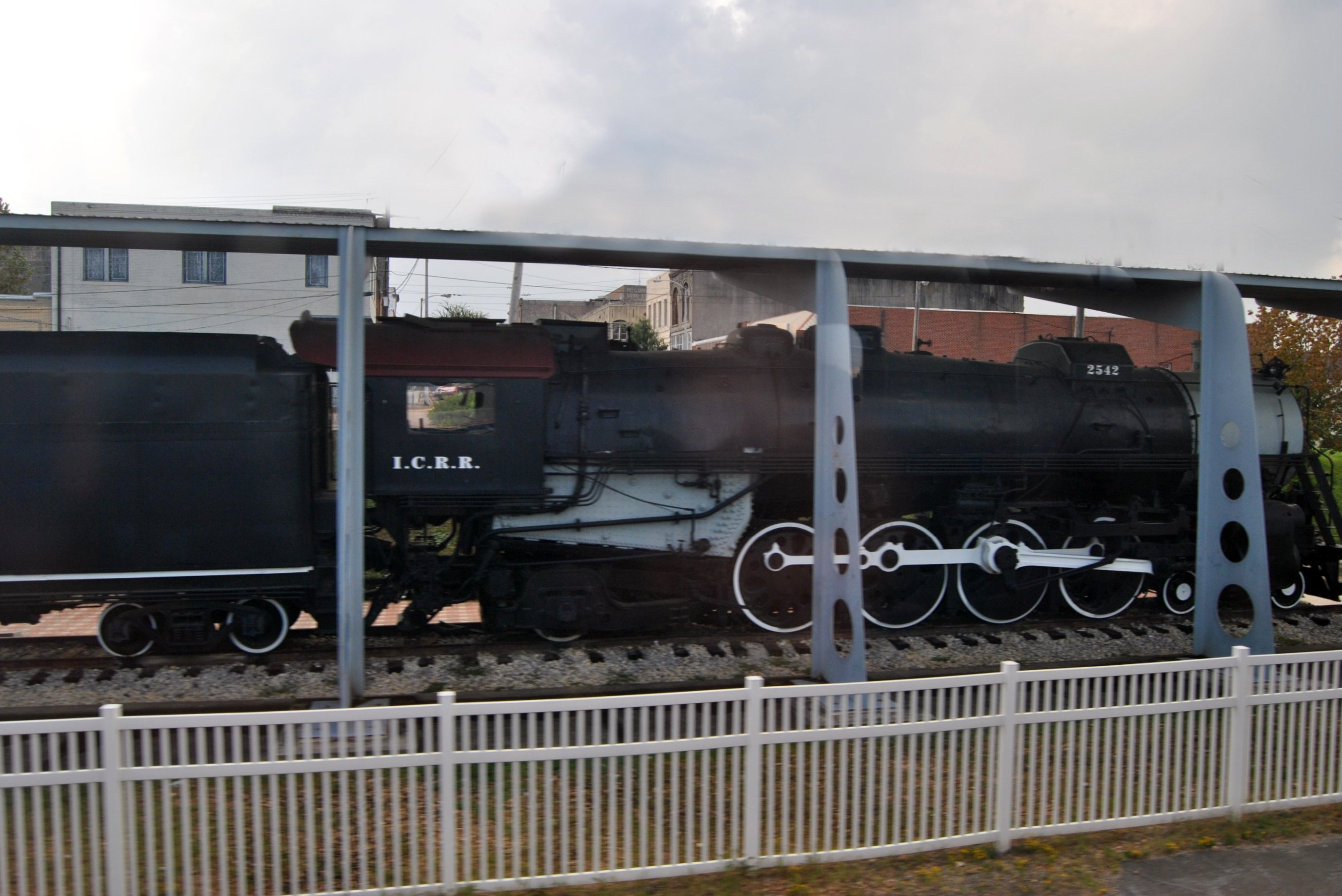
マコームで展示されている蒸気機関車

マコームの町は1872年に設立された。ニューオーリンズ・ジャクソン・アンド・グレートノーザン鉄道（イリノイ・セントラル鉄道の前身、現在はカナディアン・ナショナル鉄道）のヘンリー・シンプソン・マコームが、ルイジアナ州ニューオーリンズにあった鉄道の整備工場を、市内の酒場の誘惑から外れた場所に移転することに決めたとき、この場所が選ばれた。町のメインストリートには、中心街の店舗、アトラクション、企業が並んでいる。鉄道はパイク郡の土地を購入し、さらに近くにあったエリザベスタウン、バーグランド、ハーベイタウンの3町が、このマコームに統合合流することに合意した。
このマコームの鉄道中心点は、1911年のイリノイ・セントラル鉄道修理工の暴力的なストライキの発生点の1つとなった。市内で暴動が起こり、多くの者が負傷し、黒人のスト破りが少なくとも3人は殺され、9月30日にストが始まってから間もなく、州兵の緊急出動があった。
1960年代、マコームとその周辺地域は、クー・クラックス・クランやその他公民権運動に敵対する集団による極端な暴力沙汰が発生した場所となった。1961年、学生非暴力協調委員会が州内で初めての有権者登録プロジェクトを推進した場所であり、それは直ぐに行政当局やクー・クラックス・クランによる暴力や脅しに合うことになった。15歳のブレンダ・トラビスが白人のみの軽食堂に座ってハンバーガーを注文したときに、高校から追い出された。彼女は少年刑務所での1年間を宣告された。活動家に対する物理的な攻撃に加えて、全米黒人地位向上協会の会員であるハーバート・リーが、近くのリバティの町で衆人環視のもとで殺害された。容疑者は州の代表であり、全て白人の検視官の陪審で無罪とされた。1961年には、マコームでその殺害に抗議した100人以上の黒人高校生が逮捕された。学生非暴力協調委員会のスタッフが酷く殴られた後、委員会は1962年初期に、幾らかでも危険性の少ない状態で運動するために州内の北部に移動した。1964年1月、リバティでルイス・アレンが殺害された。アレンはリー殺害事件の目撃者であり、司法部の役人にそのことについて話したことを疑われていた。
歌の『We Shall Never Turn Back』（私たちは後戻りしない）は1961年のエイメット郡とパイク郡での出来事を歌ったものである。「私たちは頭を上げて叫んだ、死んだあのリーのために叫んだ、貴方のために死に、私のために死んだ、平等のために死んだ、でも私たちは後戻りしない」というフレーズがある。
1964年、公民権運動活動家がミシシッピ・プロジェクトと「自由の夏」と呼ばれることになるものを始め、ミシシッピ州南西部に戻って来た。かれらは『We Shall Never Turn Back』を歌った。連邦組織の評議会の学生非暴力協調委員会員が7月半ばにマコームに戻り、有権者登録のために動いた。連邦議会で公民権法が成立した後の8月下旬から9月まで、マコームはアフリカ系アメリカ人を標的にした9回の爆発事件の舞台だった。アフリカ系アメリカ人の有権者登録を援助する聖職者代表団の一員として、マルコーム・ボイドが連邦組織の評議会の自由の家に参加した。翌年夏、連邦議会は1965年投票権法を成立させ、南部でもアフリカ系アメリカ人が再度有権者登録し、投票できるようになった。ミシシッピ州では、1890年以降、その大半が投票権を取り上げられてきていた。
1977年10月20日、ロックバンドのレーナード・スキナードのメンバーとクルーを運んでいたチャーター機が、マコームの近くの湿地に墜落し、リードボーカルのロニー・ヴァン・ザント、ギター奏者のスティーヴ・ゲインズ、スティーブの姉でバックアップ・ボーカルのキャシー・ゲインズ、ロードマネジャーのディーン・キルパトリックが死亡した。

## 地理
アメリカ合衆国国勢調査局に拠れば、市域全面積は11.6平方マイル (30 km2)であり、このうち陸地11.6平方マイル (30 km2)、水域は0.1平方マイル (0.26 km2)で水域率は0.54%である。

## 人口動態
以下は2010年国勢調査による人口統計データである。
| 基礎データ - 人口: 13,644 人 - 世帯数: 5,265 世帯 - 家族数: 4,595 家族 - 人口密度: 424人/km2（1,184 人/mi2） - 住居数: 5,825 軒 - 住居密度: 193.3軒/km2（500.6 軒/mi2） 人種別人口構成 - 白人: 31.22% - アフリカン・アメリカン: 66.29% - ネイティブ・アメリカン: 0.17% - アジア人: 0.91% - 太平洋諸島系: 0.05% - その他の人種: 0.53% - 混血: 0.82% - ヒスパニック・ラテン系: 1.41% 年齢別人口構成 - 18歳未満: 29.0% - 18-24歳: 9.5% - 25-44歳: 24.7% - 45-64歳: 20.0% - 65歳以上: 16.8% - 年齢の中央値: 35歳 - 性比（女性100人あたり男性の人口） - 総人口: 78.2 - 18歳以上: 71.6 | 世帯と家族（対世帯数） - 18歳未満の子供がいる: 33.4% - 結婚・同居している夫婦: 35.5% - 未婚・離婚・死別女性が世帯主: 25.3% - 非家族世帯: 35.2% - 単身世帯: 32.0% - 65歳以上の老人1人暮らし: 15.0% - 平均構成人数 - 世帯: 2.47人 - 家族: 3.13人 収入と家計 - 収入の中央値 - 世帯: 26,507米ドル（2008年推計では105,485 ドル） - 家族: 31,758米ドル - 性別 - 男性: 27,899米ドル - 女性: 17,402米ドル - 人口1人あたり収入: 13,790米ドル - 貧困線以下 - 対人口: 31.0% - 対家族数: 27.4% - 18歳未満: 43.7% - 65歳以上: 21.3% |

## 教育
マコーム市の公共教育はマコーム教育学区が管轄している。学区内には、オトケン小学校、ケネディ幼児センター、ヒギンス中学校、デンマン・ジュニア高校、マコーム高校、事業・技術センター、サミット・アカデミーの7校がある。マコーム市と周辺パイク郡には、3つの教育学区、私立学校3校がある、郡北部にはコミュニティカレッジもある。
セントアルフォンサス・カトリック教会が市内にあり、幼稚園から7年生までの教育を行っている。また4歳児から12年生のカレッジ準備までを教える私立のパークレーン・アカデミーがある。ジュビリー芸能センターは芸能に特化した私立学校である。この種のものではパイク郡地域初となった。市内の中心部にある。サウスウェスト・ミシシッピ・コミュニティカレッジはマコームから北7マイル (11 km) にあり、サミッチの北東である。マコーム高校は全米モデル学校100校の1つである。

## 鉄道
マコーム駅にはアムトラックの長距離列車「シティ・オブ・ニューオーリンズ」が停車する。シカゴとニューオーリンズを結んでいる。

## 著名な出身者
- ボ・ディドリー、ブルース歌手[8][9]
- コーリー・ディッカーソン、プロ野球選手
- ジャロッド・ダイソン、プロ野球選手
- ジェイムス・ゴヴァン、ソウル歌手
- ブランディ、ブランディ・ノーウッド、歌手、女優
- レイ・ジェイ、歌手、俳優、ブランディの弟
- ブリトニー・スピアーズ、歌手、女優
- ジェイミー・リン・スピアーズ、歌手、女優、ブリトニーの妹

## 気候
マコームのある地域の気候は、暑く湿気た夏と、概して温和または冷涼な冬が特徴である。ケッペンの気候区分では温暖湿潤気候、略号は "Cfa" である。